# 拉梅納河
13°45′53″S 42°28′00″E / 13.76472°S 42.46667°E

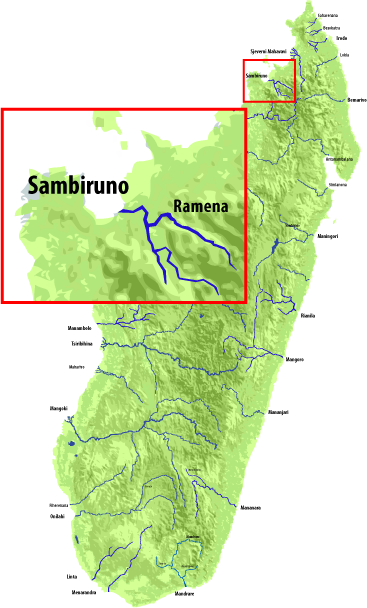

拉梅納河，是馬達加斯加的河流，位於該國北部，由第亞那區負責管轄，河道全長80公里，流域面積1,080平方公里，該河流最終注入桑比拉努河。